# Мексико на Летњим олимпијским играма 1900.
Мексико је учествовао на Летњим олимпијским играма одржаним 1900. године у Паризу, Француска. То је био први пут да је Мексико био на модерним олимпијским играма.
Репрезентација мексичких се састојала од четворице спортиста који се се такмичили као екипа у спорту поло, који се први пут нашао на програму на овим играма.

## Освајачи медаља
Мексико је завршио као двадесета земља у укупном скору освојених медаља са 1 бронзаном медаљом.

### Бронза
- Поло екипа Мексика

## Резултати

### Поло
Мексико је једна од четири земље која се такмичила у првој години пола на олимпијским играма. Мексичка екипа је поделила треће место пошто се меч за треће место није играо, упркос томе што је играла само једну утакмицу и изгубила. У екипи су била три брата Ескандон.
| Дисциплина    | Плас. | Екипа                                                                           | Четвртфинале | Полуфинале             | Финале           |
| ------------- | ----- | ------------------------------------------------------------------------------- | ------------ | ---------------------- | ---------------- |
| Поло мушкарци | 3     | Мексико Eustaquio de Escandón Мануел де Ескандон Пабло де Ескандон Гиљермо Рајт | слободан     | Пор. 8:0 Rugby ВБ/ САД | Није се пласирао |